# Esther Porter
Esther o Ester Porter (Odesa, Imperio ruso, ca. 1900 - San Miguel del Monte, Argentina, 1935), cuyo verdadero nombre era Esther Polinsky (en yidis: אסתר פאלינסקא‎), fue una joven judía anarquista rusa de principios del siglo XX que emigró a la Argentina. Actuó durante los sucesos conocidos como la Patagonia Rebelde y luego fue madre de los intelectuales Ismael y David Viñas.

## Biografía

### Orígenes
Provenía de una familia que emigró a mediados del 1900 a la Argentina, huyendo de los pogromos que asolaban a la población judía de Odesa, en época del zar Nicolás II en la Rusia imperial. La familia recaló en Argentina luego de que se les negara la entrada en Estados Unidos debido a que un miembro se encontraba enfermo. Dado que ella emigró siendo niña, con aproximadamente cuatro o cinco años, siendo la menor de cuatro hermanas, de adulta conservaba poco del habla y la cultura de origen. Su padre se cambió el apellido al entrar a Argentina, de Polinsky a Porter.

### Su vida en Santa Cruz
En el año 1919 se mudó junto con el abogado radical Ismael Pedro Viñas a la ciudad de Río Gallegos (territorio nacional de Santa Cruz) donde había sido enviado como juez letrado. Él era unos 15 años mayor que ella. Este juez letrado tuvo una destacada actuación en la justicia local, ya que fue el primero que se enfrentó abiertamente a los estancieros, quienes detentaban el poder fáctico en el territorio de Santa Cruz. Luego, además, fue un actor de gran importancia durante la serie de huelgas y conflictos sociales que ocurrieron en Santa Cruz entre los años 1920 y 1921, conocidos comúnmente como la Patagonia Rebelde, y que se saldarían con la represión por parte del ejército argentino y el asesinato de unos 1 500 obreros rurales.

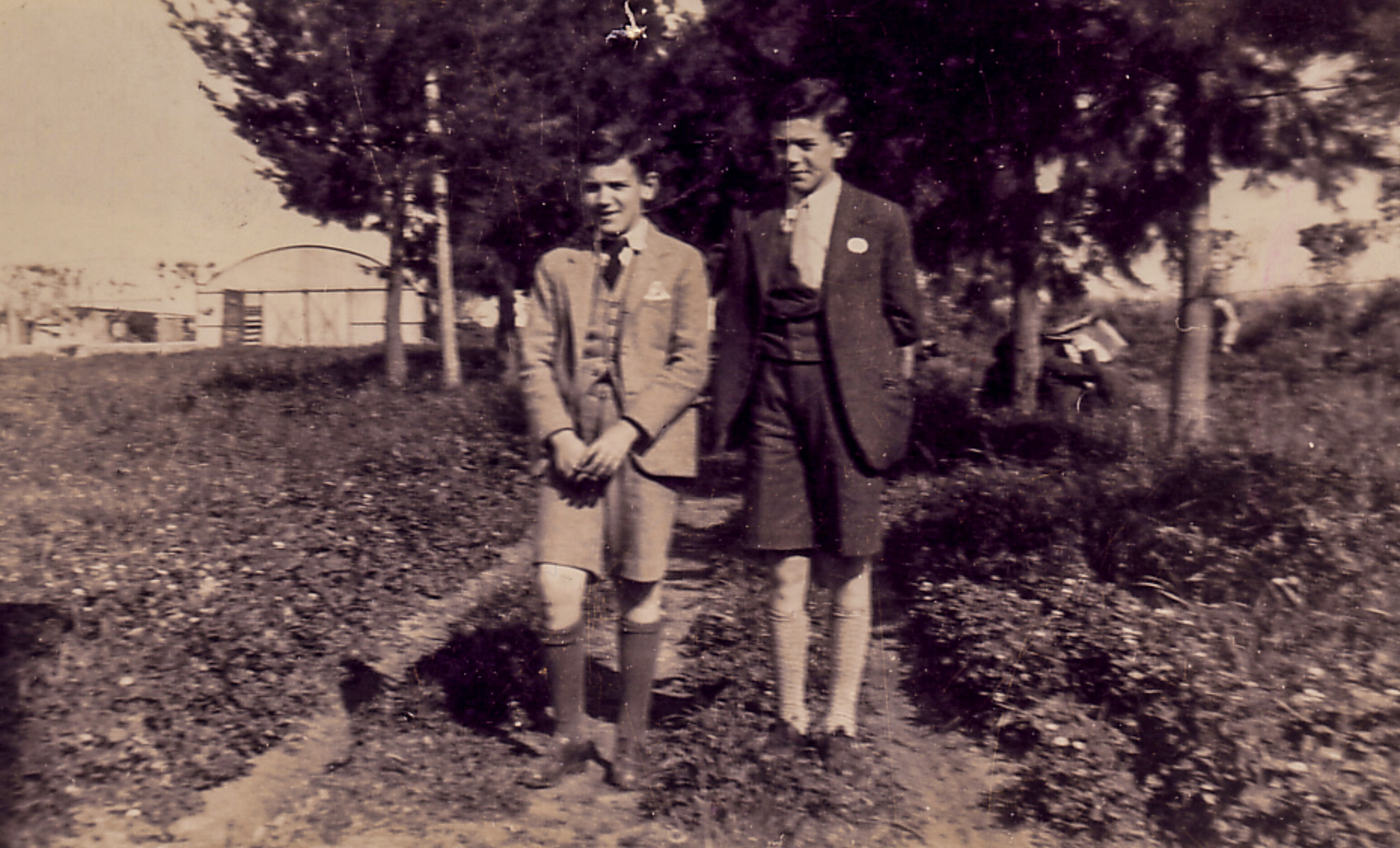
Los hijos de Esther Porter, Ismael y David Viñas, en la estancia familiar "La Nona" de San Miguel del Monte, provincia de Buenos Aires.

En esta localidad, ubicada en el extremo austral de la Patagonia Argentina, con una escasa población, el hecho de que el juez letrado del territorio conviviera, sin estar casado, con Esther Porter, fue considerado como un hecho inaudito. Esto, junto con algunas actitudes liberales de Esther Porter, como asistir sola al cine, hicieron que fuera considerada como una mujer de ideas avanzadas. A su vez, estas actitudes y sus ideas anarquistas, propiciaron la enemistad entre su pareja y el gobernador interino Edelmiro Correa Falcón, quien al mismo tiempo era secretario de la Sociedad Rural de Río Gallegos. Esto, sumado a que Ismael Viñas pronto comenzó a investigar hechos de corrupción que involucraban a algunas empresas ganaderas y miembros de las sociedades rurales del territorio motivaron un sonado conflicto institucional entre la gobernación y el juzgado.
Según el hijo mayor de Esther Porter, Ismael Viñas (h), fue ella quien interiorizó al juez letrado Ismael Viñas en las injusticias que sufrían los obreros patagónicos y la explotación a la que estaban sometidos por los grandes hacendados: 
Según nos contó mi padre mucho después, cuando mamá fue a visitar a los presos en la comisaría se levantó uno de ellos [Pedro Mogilnitzky], la saludó en ruso, le besó la mano al más ceremonioso modo europeo, y le contó la “verdad”. Que ellos no eran delincuentes, sino trabajadores que se habían organizado para luchar contra la explotación, y que por eso los habían detenido.

### Últimos años en San Miguel del Monte
La pareja Viñas-Porter finalmente se casaría en 1925, cuando ella se encontraba embarazada de su primer hijo, Ismael Aarón Viñas, escritor e intelectual marxista argentino. Según este último, se casaron para evitar que él naciera como hijo natural, y pudiera ser registrado como hijo legítimo, como era el caso si hubiera nacido de madre soltera. 
Al año siguiente se mudaron a Buenos Aires. En 1927 nació su segundo hijo, David Boris Viñas, que sería luego un renombrado escritor y crítico literario argentino.Al poco tiempo se mudaron a San Miguel del Monte, donde sufrieron la persecución política de grupos de derecha durante la denominada Década Infame. Allí, sus hijos recordarían que ella incluso defendió su casa del asalto de partidas de maleantes a los tiros, o se enfrentó a partidarios conservadores que hostigaban a su marido de conocida militancia radical. En 1935 fallecería de forma sorpresiva a una edad aproximada de 35 años.

## Legado
El fallecimiento prematuro de Esther Porter dejó una profunda marca en sus dos hijos, Ismael y David, lo que se vio reflejado en sus obras literarias y diversas entrevistas que dieron a lo largo de sus vidas. Por ejemplo, en el libro Los dueños de la tierra de David Viñas, uno de los personajes principales y el más importante de género femenino, Yuda Singer, está claramente inspirado en ella. Así lo confirmó en varias oportunidades David Viñas, quien reconocía varias similitudes entre ambas. A su vez, este mismo personaje representa el alter ego ideológico del juez Vera, quien es la figura principal de la obra, y que representa al juez letrado Ismael Viñas (padre de David y esposo de Esther Porter). Al mismo tiempo, también puede ser concebido como alter ego del propio David. Este autor habría idealizado la figura de su madre y su carácter rebelde, lo que no solo quedaría reflejado en el personaje femenino de este libro, sino también de otras obras literarias escritas por él.
Otro aspecto de su legado que debe ser considerado es el relativo a su rol durante las huelgas obreras. Si bien en la obra de Osvaldo Bayer, Los vengadores de la Patagonia Trágica (nombre que tuvieron en sus primeras ediciones durante la década de 1970) o La Patagonia Rebelde (en las ediciones posteriores a 1980) figura como pareja del juez letrado Ismael Viñas, pareciera que no tuvo acciones significativas. Sin embargo, según sus hijos, habría cumplido roles de importancia. Ello estaría reflejado en el hecho de que cuando falleció varios trabajadores de Santa Cruz sobrevivientes a las matanzas del ejército le enviaron a su viudo una placa de bronce para su tumba. Este evento ha sido mencionado en varias oportunidades tanto por David como por Ismael Viñas con sutiles diferencias, sin embargo, en todas ellas concuerdan que su padre se negó a colocar la placa recordatoria por miedo a que fuera vandalizada.